# Монотиофосфат натрия
Монотиофосфа́т на́трия — неорганическое соединение,
соль натрия и монотиофосфорной кислоты
с формулой Na3PO3S,
бесцветные кристаллы,
растворяется в воде,
образует кристаллогидраты.

## Получение
- Гидролиз тиотрихлорида фосфора раствором гидроксида натрия:

{\displaystyle {\mathsf {PSCl_{3}+6NaOH\ {\xrightarrow {100^{o}C}}\ Na_{3}PO_{3}S+3NaCl+3H_{2}O}}}
- Гидролиз сульфида фосфора раствором гидроксида натрия:

{\displaystyle {\mathsf {P_{4}S_{10}+24NaOH\ {\xrightarrow {50^{o}C}}\ 4Na_{3}PO_{3}S+6Na_{2}S+12H_{2}O}}}
- Сплавление триметафосфата натрия и сульфида натрия:

{\displaystyle {\mathsf {Na_{3}P_{3}O_{9}+3Na_{2}S\ {\xrightarrow {500-700^{o}C}}\ 3Na_{3}PO_{3}S}}}

## Физические свойства
Монотиофосфат натрия образует бесцветные кристаллы.
Растворяется в воде, раствор имеет сильно щелочную реакцию.
Образует кристаллогидраты состава Na3PO3S·n H2O, где n = 5 и 12.
Кристаллогидрат состава Na3PO3S·12H2O — бесцветные кристаллы, которые плавятся в собственной кристаллизационной воде при 60°С, легко выветриваются на воздухе.

## Химические свойства
- При подкислении водных растворов подвергается полному гидролизу:

{\displaystyle {\mathsf {Na_{3}PO_{3}S+H_{2}O\ {\xrightarrow {}}\ Na_{3}PO_{4}+H_{2}S}}}